# 영국령 골드코스트
골드코스트(영어: Gold Coast)는 아프리카 서부 기니만 주변에 설치되어 있던 영국의 식민지이다.
이 지역에 처음으로 유럽인이 도래한 것은 1471년 포르투갈이었다. 그들은 돈을 산출하는 왕국과 접촉했다. 1482년에 포르투갈이 황금 해안에서 유럽 최초로 엘미나 성을 세웠다. 여기에서 그들은 노예, 금, 칼, 구슬, 거울, 럼주, 총 등을 교역했다. 이것이 유럽에 널리 알려져 영국, 덴마크, 독일, 스웨덴의 무역업자가 해안선에 요새를 구축했다. 큰 돈이 오갔기 때문에 유럽인은 이 지역을 황금 해안이라고 불러 왔지만, 노예는 주요 교역품이었다.
1821년 영국령 골드코스트가 설립된 뒤부터 영국은 인접한 다른 나라의 식민지들을 편입시켰다. 1957년 골드코스트 식민지는 가나라는 이름의 국가로 독립했다.

## 같이 보기
- 노예 해안